# Antonio Martorell Cardona
Antonio Martorell Cardona (Santurce, 18 de abril de 1939) es un pintor y escritor puertorriqueño. Hijo de Antonio Martorell II y Luisa Cardona, estudió diplomacia en la Universidad de Georgetown de Washington D. C., y después estudió dibujo y pintura con Julio Martín Caro en Madrid.  En los 1960s, trabajó a Ponce, colaborando con Isolina Ferré Aguayo en la creación de talleres de arte por la comunidad. También trabajó al taller de Lorenzo Homar en el Instituto de Cultura Puertorriqueña. Actualmente es el artista residente de la Universidad de Puerto Rico en Cayey, donde dirige el Museo Ramón Frade.
La incursión de Martorell en las artes empezó con el teatro en el 2001, cuando participó en la escenografía de "Celebración Verdiana " para la ópera de Plácido Domingo En 1986, Martorell fue el ganador de la VII Bienal de Grabado Latinoamericano de San Juan. Ha ilustrado libros de varios autores como Alma Rosa Flor, Heraclio Cepeda, Nicholasa Mohr y Pura Belpré. También ha ilustrado el ABC de Puerto Rico publicado por Troutman Press.
Ha escrito La piel de la memoria y El libro dibujado. La biografía más extensa sobre su obra es de Antonio Díaz-Royo: Martorell: la aventura de la creación.
Sus pinturas se encuentran al Instituto de Cultura Puertorriqueña, Museo de la Universidad de Puerto Rico, Museo de Arte de Ponce, Museo de Arte de Puerto Rico, Galería Nacional de San Salvador, Museo de Arte Moderno de México, Museo del Barrio, Museo Whitney de Arte Estadounidense y Hotel Melia a Ponce, Puerto Rico.
El 2018 presentó una muestra de obras donde denunciaba y daba voz a los que perdieron la vida debido al huracán María.

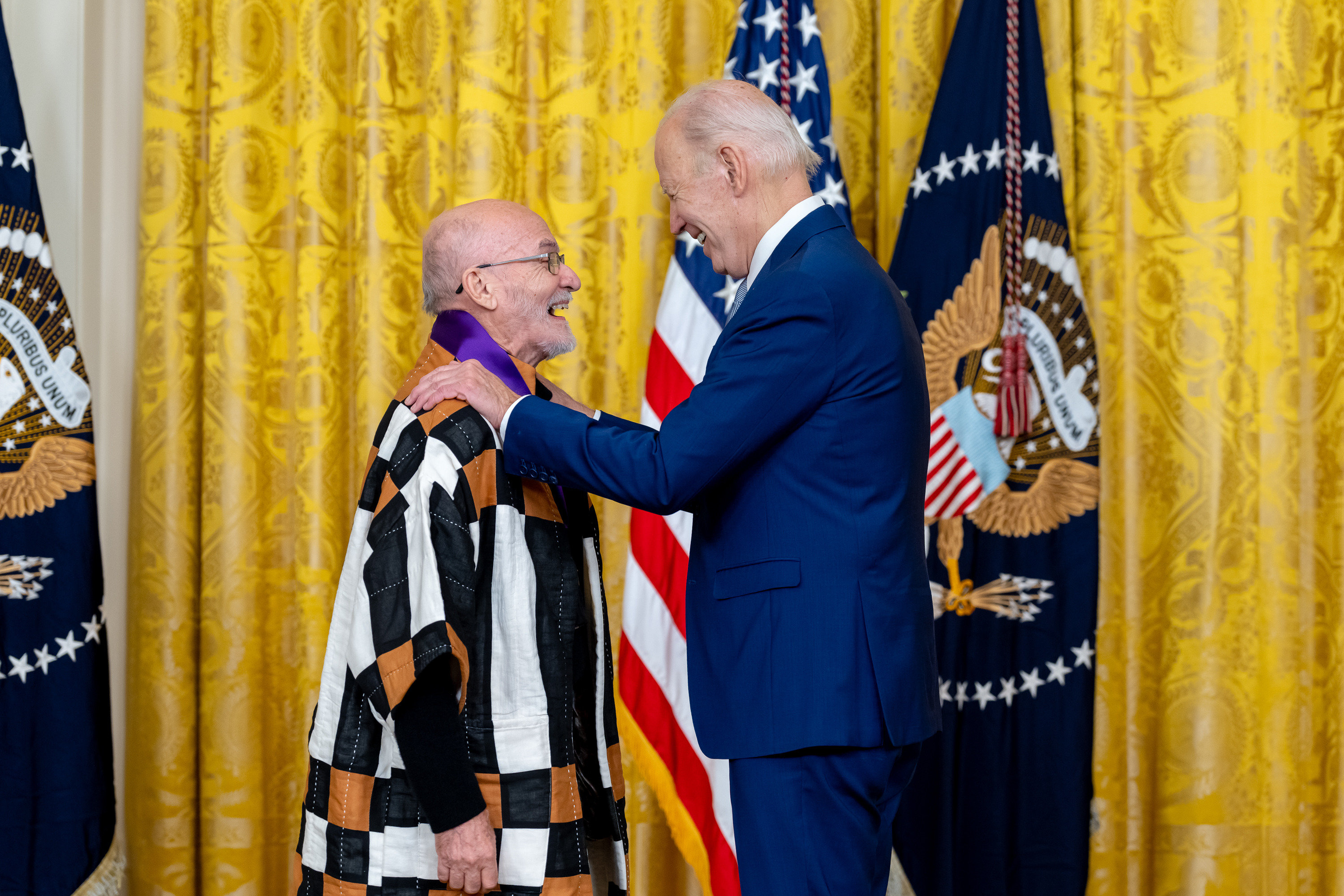
Martorell y el presidente de Estados Unidos, Joe Biden, 2023

El 21 de marzo de 2023, Martorell fue otorgado la Medalla Nacional de las Artes por el presidente de Estados Unidos, Joe Biden.